# Michael Metz
Michael Metz (* 16. Juni 1964 in Mannheim) ist ein ehemaliger deutscher Hockeyspieler und Olympiasieger.
Metz begann seine Karriere beim TSV Mannheim, mit dem er in B-Jugend und A-Jugend dreimal deutscher Jugendmeister wurde. Er wechselte dann in die Bundesliga zum Dürkheimer HC, mit dem er 1992 und 1993 die Deutsche Meisterschaft im Feldhockey gewann. Metz gehörte zur siegreichen deutschen Mannschaft bei der Junioreneuropameisterschaft 1984 und bei der Juniorenweltmeisterschaft 1985. Im November 1985 debütierte der Abwehrspieler in der deutschen Hockeynationalmannschaft. Nach Bronze bei der Feldhockey-Weltmeisterschaft 1986 und der Feldhockey-Europameisterschaft 1987 gewann er seinen ersten internationalen Titel bei der Europameisterschaft 1988 im Hallenhockey. 1988 in Seoul gewann Metz die olympische Silbermedaille, als die deutsche Mannschaft im Finale den Briten unterlag.
Nach einer Pause kehrte Metz 1991 in die Nationalmannschaft zurück und gehörte bei der Halleneuropameisterschaft zur siegreichen Mannschaft. 1992 bei den Olympischen Spielen gehörte Metz zu dem Team, das nach zwanzig Jahren die zweite Goldmedaille für Deutschland gewann. Insgesamt spielte Metz in 141 Länderspielen mit, 10 davon in der Halle.
Für den Gewinn der Goldmedaille erhielten er und die deutsche Hockey-Mannschaft am 23. Juni 1993 das Silberne Lorbeerblatt.